# 데 부엘타 알 바리오
《데 부엘타 알 바리오》(스페인어: De vuelta al barrio)는 2017년부터 현재까지 방영된 페루의 코미디 드라마이다.